# Constantin I al Greciei
Constantin I (greacă Κωνσταντίνος A', Βασιλεύς των Ελλήνων; n. 2 august 1868, Atena, Regatul Greciei – d. 11 ianuarie 1923, Palermo, Italia) a fost rege al Greciei din 1913 până în 1917 și din 1920 până în 1922. A fost comandantul armatei elene în timpul războiului greco-turc din 1897 și a condus forțele grecești în timpul războaielor balcanice din 1912-1913 în care Grecia a câștigat Salonicul și și-a dublat populația și suprafața. A devenit rege al Greciei la 18 martie 1913 după asasinarea tatălui său.

## Prinț al Greciei

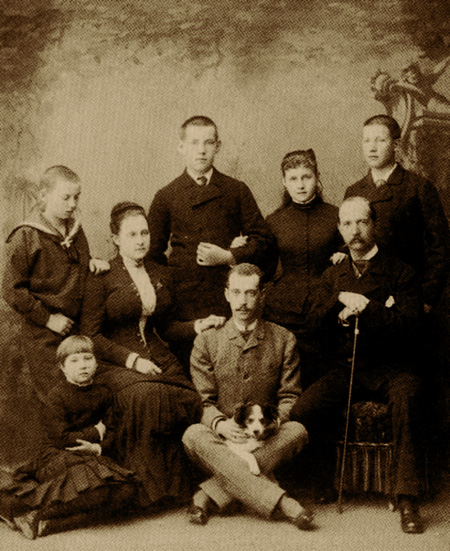
Familia regală greacă la sfârșitul anului 1880 în timpul unui voiaj al Marelui Duce Paul Alexandrovici al Rusiei la Atena. De la stânga la dreapta Prințul Nicolae al Greciei, Prințesa Maria (jos), regina Olga, Prințul Constantin, Marele Duce Paul Alexandrovici al Rusiei (ținând un câine pe genunchi), Prințesa Alexandra, regele George I și Prințul George.

Născut la 2 august 1868 la Atena și botezat la 12 august, Constantin a fost cel mai mare fiu al regelui George I al Greciei și al reginei Olga. A primit numele Constantin după bunicul matern, Marele Duce Constantin Nicolaevici, dar și după împărații bizantini. În familie era cunoscut sub numele Tino.
Așa cum a fost prevăzut prin constituție, Constantin și frații săi au fost crescuți în religia ortodoxă greacă, spre deosebire de tatăl lor care a rămas luteran.
Prințul a avut o copilărie fericită, între Palatul Regal din Piața Syntagma din Atena și Palatul Tatoi, la poalele muntelui Parnes. Pentru Constantin și frații săi, părinții lor, George și Olga, au fost părinți atenți; regele își petrecea adesea timpul în compania copiilor și se juca cu ei. Cu părinții și cu bona, Constantin vorbea în engleză iar la școală în greacă.
În 1884, Constantin la vârsta de 16 ani a fost declarat major. Cu această ocazie a primit titlul de prinț moștenitor și cel de duce de Sparta. Constantin a plecat doi ani în Germania unde și-a completat studiile.

La Berlin, la curtea Hohenzollernilor, Constantin o reîntâlnește pe prințesa Sofia a Prusiei pe care o cunoscuse cu câțiva ani în urmă la unchiul său, Prințul de Wales. Cei doi tineri s-au îndrăgostit și s-au logodit la 3 septembrie 1888.
La 27 octombrie 1889, Constantin și Sofia s-au căsătorit la Atena și au avut două ceremonii religioase, una publică ortodoxă și alta privată protestantă. Festivitățile au reunit la Atena reprezentanți ai tuturor caselor regale europene. Wilhelm al II-lea al Germaniei, Christian al IX-lea al Danemarcei, viitorul Eduard al VII-lea al Regatului Unit și Nicolae al II-lea al Rusiei au fost invitații de onoare. Noul cuplu s-a instalat la reședința special construită pentru ei iar relațiile dintre ei au fost armonioase. În ciuda acestui lucru, Constantin a avut o relație amoroasă la începutul anului 1912 cu contesa Paola d’Ostheim, divorțată de prințul Hermann de Saxa-Weimar-Eisenach. Cei doi au ținut corespondență până la moartea lui Constantin.
Împreună cu frații săi, Prințul George și Nicolae, Constantin a participat la pregătirea primelor Jocuri Olimpice moderne în calitate de președinte al comitetului de organizare.

## Războiul greco-turc, 1897

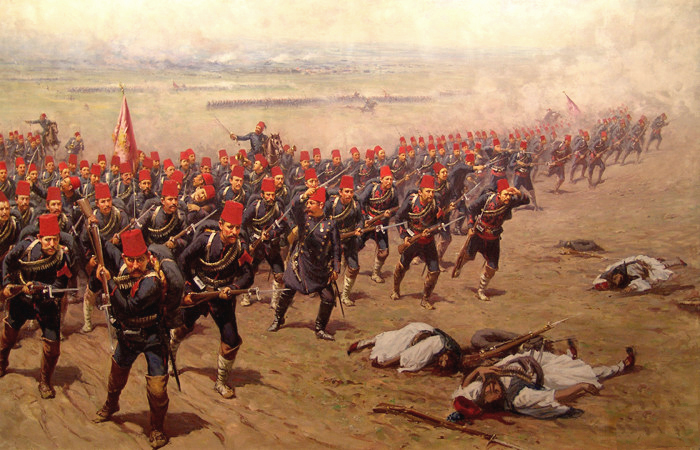
Victoria otomană de la Domokos, de Fausto Zonaro.

În ianuarie 1897, Creta s-a revoltat încă o dată contra conducerii otomane și a cerut unificarea cu Grecia. La Atena, partizanii Marii Idei (greacă Μεγάλη Ιδέα; Megáli Idéa) au solicitat intervenția monarhiei grecești în conflict. Sub presiunea lor, regele și primul ministru Theodoros Deligiannis au trimis întăriri insurgenților. Prințul George a fost numit comandant al  flotei care trebuia să împiedice Marea Poartă să intervină contra revoltelor. În același timp, 1.500 de soldați greci au debarcat pe insulă. În fața atitudinii Atenei, Imperiul Otoman a declarat război Greciei la 17 aprilie 1897. Este începutul războiului greco-turc din 1897 (sau "războiul de treizeci de zile").
Numit comandant șef al armatei la 26 martie, Constantin este considerat responsabil pentru penetrarea Macedoniei. Tentativa de invazie este însă un eșec iar grecii se retrag rapid la Thessalie. Cartierul general grec stabilit în orașul Larissa este ocupat de otomani. La sfârșitul lunii aprilie, războiul este pierdut de greci iar ultimele bătălii din mai nu fac decât să confirme superioritatea turcilor.
În ciuda intervenției mai multor puteri străine în favoarea Atenei în timpul convorbirilor de pace din decembrie 1897, consecințele înfrângerii sunt foarte grave pentru greci: trebuie să renunțe la ambițiile teritoriale din Creta și Macedonia și frontierele sunt corectate în favoarea Imperiului Otoman. Grecia trebuie să plătească, de asemenea, o indemnizație de război de aproape patru milioane lire turcești iar acest lucru se întâmplă într-un moment când deja finanțele publice sunt la cel mai mic nivel.
Prințul moștenitor Constantin este considerat principalul responsabil pentru înfrângere iar o parte a opiniei publice a cerut să fie judecat de Curtea Marțială. Soția sa, prințesa Sofia a Prusiei, este criticată în mod egal din cauza atitudinii fratelui ei, kaiserul Wilhelm al Germaniei, care a susținut în mod deschis Turcia în timpul conflictului. Cuplul a părăsit pentru o perioadă Grecia și s-a instalat în Germania la mama Sofiei.

## Primul război balcanic

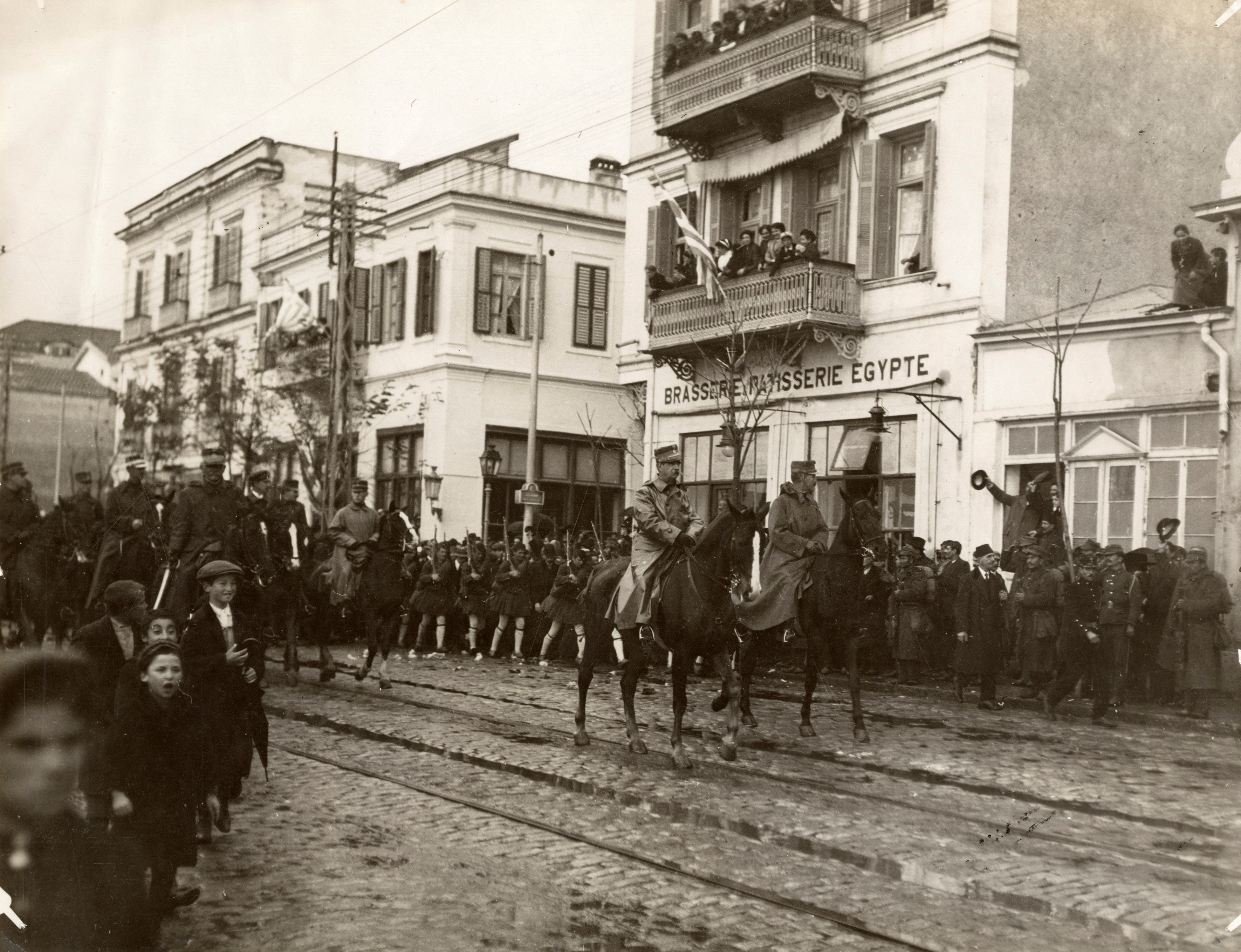
Armata greacă intră în Salonic.

La 8 octombrie 1912, Muntenegru declară război Imperiului Otoman. Zece zile mai târziu, Serbia, Bulgaria și Grecia fac același lucru. Este începutul Primului Război Balcanic.
De partea greacă, conflictul are loc pe două fronturi: în nord-est-ul țării, spre Tesalia și Macedonia și nord-vest spre Epir. Trupele elene alcătuite din 120.000 de oameni sunt împărțite în două armate iar cea din nord-est este condusă de Constantin. Obiectivul acestei armate este să ajungă la Salonic înaintea trupelor bulgare.

După victoria grecilor în bătălia de la Sarantaporo de la 22 octombrie și după alte câteva victorii, trupele conduse de prințul moștenitor ajung la porțile Salonicului și încercuiesc orașul. Comandantul orașului și al celei de-a treia armate turce, Pașa Hussein Tashin a cerut începerea negocierilor cu Statul Major grec și cu reprezentanți ai Bulgariei a cărui armată se apropia rapid de oraș. Condițiile oferite de greci au fost mai bune pentru turci astfel încât la 8 noiembrie trupele grecești au intrat în Salonic.

Predarea Pașei Tashin Hussein care îi dă sabia simbolic lui Constantin în interiorul Palatului de administrație, este unul dintre punctele culminante ale acelei zile.

## Asasinarea regelui George I
Dornic să profite de popularitatea câștigată de prințul moștenitor pentru a-și întări dinastia, regele George I ia decizia să abdice în favoarea fiului său. La 18 martie 1913 regele profită de un dejun cu fiii săi Nicolae, George și Andrei la Salonic pentru a-i anunța că vrea să predea coroana cu ocazia jubileului care urma să aibă loc în octombrie.
După prânz, George I a plecat la o plimbare pe străzile orașului, ca în fiecare după-amiază de când a ajuns la Salonic. El a mers fără nici un fel de protecție, la fel cum făcea la Atena încă de la începutul domniei sale. În acea zi a fost așteptat de anarhistul Alexandros Schins care l-a împușcat cu un revolver. La scurt timp de la eveniment, Prințul Nicolae este avertizat și el este cel care va da vestea restului familiei.
Constantin era la cartierul general de la Ioannina împreună cu fratele său Christophe când a primit telegrama prin care era anunțat de moartea tatălui său și de noul său statut de rege.

## Rege al grecilor
Când a urcat pe tron, în ciuda faptului că nu a avut aceeași experiență politică ca a tatălui său, Constantin s-a bucurat de un prestigiu enorm în rândul poporului său. Pe lângă recenta sa glorie militară, noul rege are multe avantaje: este primul suveran modern născut în Grecia, este de asemenea primul care a fost crescut în religia ortodoxă. Poartă un nume prestigios, al celui care a a fondat Constantinopolul (împăratul roman Constantin I) și a ultimului împărat bizantin (Constantin al XI-lea Paleologul).

### Al doilea război balcanic

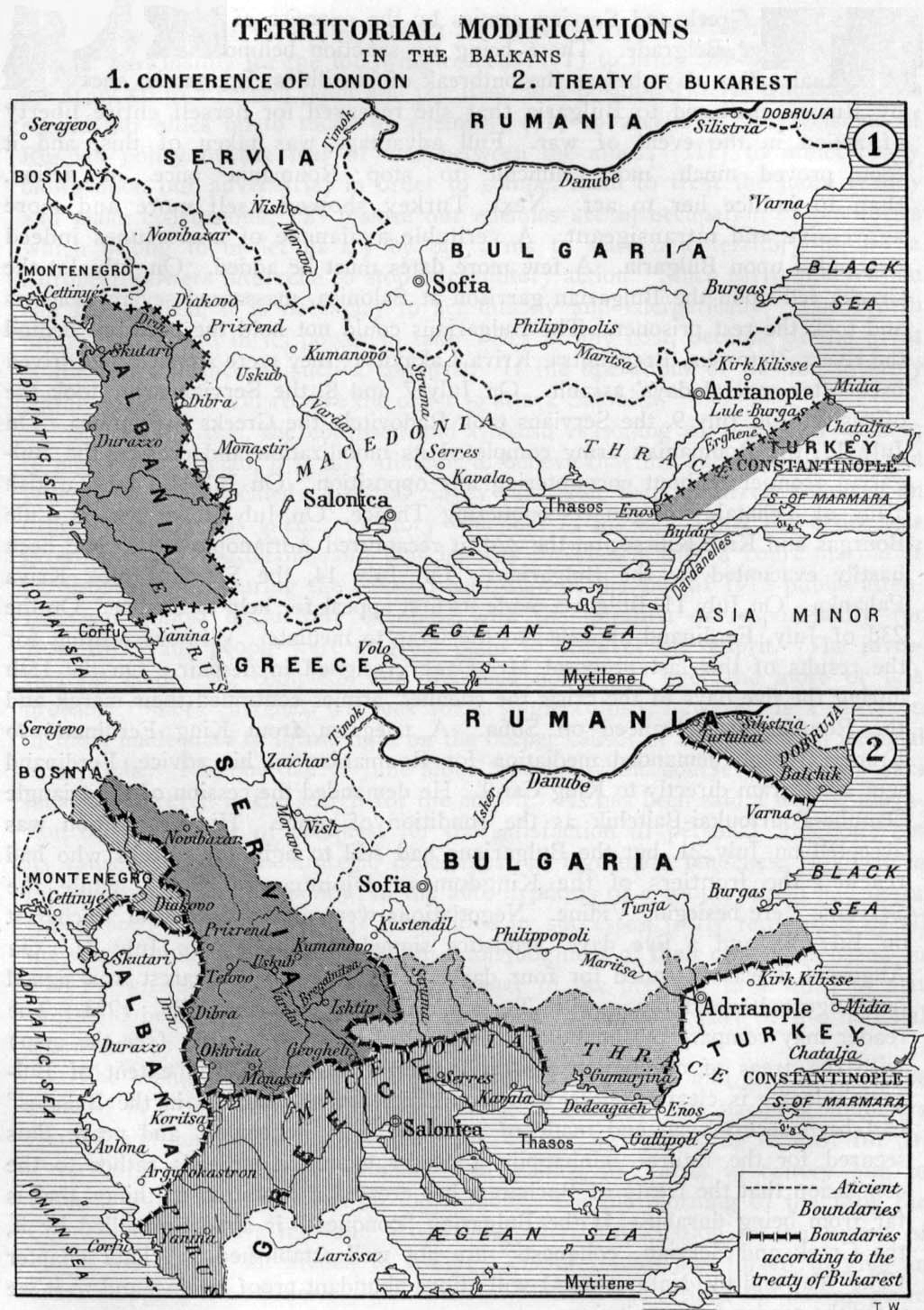
Modificările teritoriale după Tratatul de la Londra (1913) (sus) și Tratatul de la București (1913) (jos).

Începutul domniei lui Constantin a fost marcat de negocierile de pace de la sfârșitul primului război balcanic. Prin Tratatul de la Londra din 30 mai 1913, Grecia a primit o bună bucată din Macedonia (împreună cu Salonicul, legat definitiv de regalitatea greacă prin moartea regelui George I), o parte din Epir, Creta și mai multe insule din Marea Egee. În acest fel suprafața țării s-a dublat. Au avut loc diviziuni profunde între regatele din Balcani și Grecia care trebuia să facă față revendicărilor bulgarilor ce n-au acceptat pierderea Salonicului.
O lună după semnarea Tratatului de la Londra, în noaptea de 29 spre 30 iunie 1913, Bulgaria a atacat fără avertisment foștii aliați greci și sârbi. Elementul surpriză i-a permis să captureze rapid orașul grec Nigrita.
De la izbucnirea ostilităților, Constantin a preluat conducerea armatei sale iar la 30 iunie, forțele elene au contraatacat pe uscat și pe mare. Lupte grele au avut loc la Kilkis între 30 iunie și 4 iulie soldate cu victoria grecilor. După mai multe tentative de contraatac pentru a-și recupera pozițiile pierdute, armata a II-a bulgară recunoaște înfrângerea și s-a retras spre nord abandonând orașele Serres și Drama.

Armata greacă a continuat să înainteze ajungând la 23 iulie pe teritoriile bulgare.
Primul ministru Eleftherios Venizelos vrea să negocieze un armistițiu cu guvernul bulgar. Se deplasează la cartierul general grec la Hadji Beylik și încearcă să-l convingă pe rege să ceară pacea. Constantin însă dorește o victorie militară decisivă și refuză. Între timp, forțele bulgare se organizează și încep atacul la 29 iulie. Contraofensiva lor este puternică iar relieful din Cheile Kresna este nefavorabil grecilor astfel încât a doua zi, trupele elene sunt la un pas de anihilare totală. Regele a trimis o telegramă primului ministru prin care îi cere să plece la București și să ceară armistițiu.

În cele din urmă, Constantin I și armata sa au fost salvate de guvernul bulgar, care a sugerat, între timp, o încetare a focului pentru a proteja capitala. Semi-înfrângerea greacă de la Kresna a limitat consecințele asupra evoluției generale a conflictului .

### Primul război mondial
La sfârșitul lunii iulie 1914, kaiserul Wilhelm a trimis o telegramă lui Constantin prin care îi întreabă care va fi atitudinea Greciei în caz de război. Regele îi răspunde că nu intenționează să implice țara într-un nou conflict și, prin urmare, ar alege neutralitatea.  La acest răspuns, împăratul amenințată și îi declară cumnatului său că dacă Grecia refuză să se alieze cu Germania, aceasta va fi tratată ca dușman. Cu toate acestea, regele elenilor a rămas ferm pe poziție și și-a menținut decizia de a nu interveni. El este de asemenea conștient de faptul că Grecia este slăbită de războaiele din Balcani și nu este pregătită să participe la un nou conflict.
Primul ministru Eleftherios Venizelos care bănuiește familia regală de o alianță cu kaiserul, intră în contact cu guvernele Antantei. Dar ele nu par grăbite să vadă Grecia intrată în conflict. De fapt, Rusia se teme de revendicările grecești asupra Constantinopolului și a strâmtorilor.

Atitudinea aliaților s-a schimbat la începutul anului 1915. Constantin este grav bolnav, suferă de pleurezie agravată de pneumonie. În septembrie Bulgaria intră în război alături de Puterile Centrale și atacă Serbia, aliat al Greciei din 1913. Venizelos profită de aceste evenimente și cere regelui să proclame mobilizarea generală însă acesta refuză. În consecință primul ministru amenință cu demisia ceea ce ar determina o criză politică majoră  iar regele sfârșește prin a declara mobilizare generală însă spune clar armatei că este o măsură pur defensivă. Pentru a forța mâna regelui, Venizelos a invitat la 3 octombrie aliații să ocupe portul de la Salonic.